# De Block
De Block ist eine belgische Brauerei.

## Geschichte
Die erste Erwähnung der Brauerei findet sich bereits im 14. Jahrhundert, als Henricus De Bloc sich vom Herzog von Brabant und Burgund als dessen Untertan das Braurecht sicherte. Die Bierproduktion startete jedoch erst mit dem Müller und Landwirt Louis De Block, der eine Braumeistertochter heiratete.
Die Brauerei befindet sich bis heute in Familienbesitz.

## Biersorten
- Satan Gold, ein helles obergäriges Starkbier mit einer Stammwürze von 17 % und einem Alkoholgehalt von 8 Vol.-%. Erhältlich in Flaschen zu 0,33 l oder 0,75 l.
- Satan Red, ein dunkles obergäriges Starkbier mit einer Stammwürze von 17,7 % und einem Alkoholgehalt von 8 Vol.-%. Erhältlich in Flaschen zu 0,33 l oder 0,75 l.

Weitere Biere von De Block:
- Triple Abdij Dendermonde, ein helles obergäriges Abteibier mit einer Stammwürze von 18 % und einem Alkoholgehalt von 8 Vol.-%. Erhältlich in Flaschen zu 0,33 l oder 0,75 l.
- Kastaar, ein rotes obergäriges Bier mit einer Stammwürze von 13 % und einem Alkoholgehalt von 5,5 Vol.-%. Erhältlich in Flaschen zu 0,33 l oder 0,75 l.